# Norio Wakamoto
Norio Wakamoto (若本 規夫, Wakamoto Norio) né le 18 octobre 1945 à Shimonoseki est un seiyū. Il est diplômé de l'Université Waseda.
Il est connu pour doubler des méchants, notamment M.Bison dans le jeu Street Fighter, Cell dans Dragon Ball Z, Xemnas dans Kingdom Hearts 2 ou le Facia Noir dans le jeu Xenoblade Chronicles.

## Biographie
Après avoir fini ses études à l'Université Waseda, Wakamoto passe le concours d'agent de police et devient policier au sein du Département de la Police Métropolitaine de Tokyo.
N'appréciant pas son travail, il choisit de changer de profession pour devenir doubleur.
Sa voix est reconnaissable à sa froideur, faisant de lui un doubleur de choix pour les méchants des dessins animés japonais. Il double ainsi Cell dans les séries Dragon Ball, Dracula dans la série Castlevania.

## Doublage

### Anime
- 2*2 Shinobuden : Onsokumaru
- Acrobunch : Hiro Randō
- Ah! My Goddess : Senbee
- Antique Bakery : Tadahiro Akutagawa
- Atashin'chi : Ringuana
- Aura Battler Dunbine : Narrateur, Alan Brady
- Ayakashi Ayashi : Torī Yōzō
- Azumanga Daioh : Chiyo-chichi
- Baccano! : Gustav Saintgermain
- Basilisk : Munenori Yagyuu
- Bayonetta: Bloody Fate : Father Balder
- Berserk : Gambino
- Birdy the Mighty : Skeletsuo
- Burn Up Excess : Secretary
- Candidate for Goddess : Dr. Kuro Rivolde
- Canvas 2 ~Niji Iro no Sketch~ : Jirō Misaki
- Chrono Crusade : Duke Defeaux
- City Hunter 2 : Eric
- Code Geass : Charles Di Brittania
- Cowboy Bebop : Vicious
- Cromartie High School : Shinichi Mechazawa, Sushi Chef
- Cyborg 009 : Scarl (Heisei edition)
- D.Gray-Man : Winters Sokaro
- Daigunder : DragoBurst
- Détective Conan : Inspecteur Gorō Ōtaki, Michihiko Suwa, Satoshi Miyahara, Korehisa Kanie
- Dragon Ball Z Kai : Cell
- Dragon Ball GT : Cell
- Dragon Ball Z : Cell
- Duel Masters : Jōji
- F-Zero GP Legend : Black Shadow & Deathborn
- Fairy Tail : Roi des esprits
- Gintama : Matsudaira Katakuriko
- Jojo's Bizarre Adventure (OAV) : Hole Horse
- Princess Lover : Isshin Arima
- Hayate no gotoku! : Narrateur
- Hellsing : Richard Hellsing
- Hellsing Ultimate : Alexander Anderson
- Hokuto no Ken : Shuren
- Legend of the Galactic Heroes : Oskar Von Reuental
- Negima! : Général des démons
- Nobunagun : voix d'intro avant le générique de début
- Samurai Champloo : Bundai
- Sengoku Basara : Oda Nobunaga
- Mirai Nikki : Deus Ex Machina
- Uta No Prince Sama : Saotome Shining
- Toaru Majutsu no Index II : Bishop Biagio
- Yu-Gi-Oh! GX : Titan
- Yu Yu Hakuso : Chuu

### Jeux vidéo
- Tales of Destiny 2 et  Tales of Destiny Director's Cut :: Barbatos Goetia
- Final Fantasy XII : Al-Cid Margrace, Chaos
- Onimusha: Dawn of Dreams : Ishida Mitsunari
- Skies of Arcadia : Gilder
- SoulCalibur IV : Yoshimitsu
- Street Fighter IV : M. Bison / Vega
- Super Street Fighter IV : M.Bison / Vega
- Street Fighter V : M.Bison / Vega
- Super Dragon Ball Z : Cell
- Virtua Fighter 5 : Kage-Maru
- Franchise Kingdom Hearts : Xemnas
- Guilty Gear : Johnny
- Guilty Gear XX Accent Core : Johnny
- Guilty Gear Xrd Revelator : Johnny
- Resonance of Fate : Cardinal Garigliano
- Xenoblade Chronicles : Mumkhar
- Shin Megami Tensei IV: Final : YHVH
- The king of fighters 2001 : Igniz
- The king of fighters 2002 Um : Igniz
- Dragon Quest XI : Les Combattants de la destinée : Desincarnus

### Films
- Alien, la résurrection : Vriess
- Batman Begins : Henri Ducard
- Star Wars, épisode V : L'Empire contre-attaque : Lando Calrissian
- Star Wars, épisode VI : Le Retour du Jedi : Lando Calrissian
- The Mask : Mitch Kellaway
- X-Men : Mr. Sinister

### Série
- Docteur Quinn, femme médecin : Jake Slicker
- Prison Break : Theodore "T-Bag" Bagwell